# Andrew Lincoln
Andrew James Clutterbuck (Londres, 14 de setembro de 1973), mais conhecido como Andrew Lincoln, é um ator britânico conhecido por seu papel de Rick Grimes, protagonista na série de TV, The Walking Dead e The Walking Dead: The Ones Who Live.

## Vida pessoal
Lincoln, nasceu em Londres, sua mãe era uma enfermeira sul-africana e seu pai um engenheiro civil britânico. Ele cresceu em Kingston upon Hull e se mudou para Bath com dez anos de idade. Depois de deixar a Beechen Cliff School, participou da Royal Academy of Dramatic Art (RADA), onde mudou seu nome de Clutterbuck para Lincoln. Ele fez sua primeira aparição na tela em um episódio de Drop the Dead Donkey. Seu irmão é Richard Clutterbuck que trabalha como vice-reitor na St Laurence School, em Bradford on Avon.
Em 10 de junho de 2006, casou-se com Gael Anderson, filha do músico Ian Anderson, da banda de rock Jethro Tull. A primeira filha do casal, nasceu em 10 de setembro de 2007. Em 2010, nasceu o segundo filho do casal, Arthur Clutterbuck. 

## Carreira
Andrew fez sua primeira aparição nas telas em "Births and Deaths", episódio de 1994 do programa Drop the Dead Donkey. Em 1995, após terminar a faculdade, lhe ofereceram o papel principal na aclamada série da BBC This Life.
Estrelou diversas produções britânicas na televisão, como The Woman in White, The Canterbury Tales e Wuthering Heights.
No cinema se destacou como Mark no filme de comédia romântica Simplesmente Amor / Love Actually (2003); e Penguin Bloom (2020), ao lado de Naomi Watts.

### The Walking Dead
Em abril de 2010, Andrew Lincoln foi escalado para interpretar Rick Grimes, o protagonista da série inspirada nos quadrinhos de mesmo nome, da rede AMC. Grimes é um policial do departamento do xerife, que acorda de um coma no meio de um apocalipse zumbi causado por um patógeno desconhecido. Grimes lidera um grupo de familiares e amigos na luta pela sobrevivência.
A série dramática tem os mais altos índices de audiência da história da TV a cabo, na faixa etária de 18 a 49 anos. Em 2010, Andrew assinou um contrato para mais seis anos, renegociando para mais duas temporadas.
De acordo com o The New York Times, o papel de Lincoln em The Walking Dead fez dele "o centro de uma das maiores franquias de cultura pop do mundo".
Em novembro de 2018, Andrew deixou o elenco de The Walking Dead para ter mais tempo com os filhos.
Após a saída de Lincoln de The Walking Dead, foi anunciado no Talking Dead, por Scott M. Gimple que Lincoln iria reprisar seu papel de Rick Grimes, em uma trilogia de longas-metragens definida para distribuição pela Universal Pictures. Devido à pandemia COVID-19 em curso, os filmes foram adiados. Em 22 de junho de 2022, durante o painel The Walking Dead da AMC na San Diego Comic-Con, foi anunciado que a Trilogia Rick Grimes foi substituída por uma minissérie de 6 horas estrelado por Lincoln e Danai Gurira, reprisando seus personagens o casal Rick Grimes e Michonne. A série foi intitulada The Walking Dead: The Ones Who Live e teve sua estreia nos Estados Unidos em 25 de fevereiro de 2024, na AMC. Além de protagonista, Andrew é creditado como co-criador e Produtor Executivo.
Em 2022, fez uma participação na série O Gabinete de Curiosidades de Guillermo del Toro.

## Filmografia
| Televisão | Televisão                                        | Televisão                   | Televisão                                                                            |
| Ano       | Título                                           | Papel                       | Notas                                                                                |
| --------- | ------------------------------------------------ | --------------------------- | ------------------------------------------------------------------------------------ |
| 1994      | Drop the Dead Donkey                             | Terry                       | 1 episódio "Births and Deaths"                                                       |
| 1995      | N7                                               | Andy                        | Piloto, spin-off de The Nick Revell Show                                             |
| 1996      | Over Here                                        | Caddy                       | Minissérie para televisão                                                            |
| 1996      | Bramwell                                         | Martin Fredericks           | Episódio 2.3                                                                         |
| 1996–1997 | This Life                                        | Edgar "Egg" Cook            | Papel regular, 32 episódios                                                          |
| 1997      | The Woman in White                               | Walter Hartright            | Drama serial                                                                         |
| 1999      | Mersey Blues                                     | Narrador                    | Minissérie                                                                           |
| 2000      | Bomber                                           | Capt. Willy Byrne           | Série dramática                                                                      |
| 2000      | A Likeness in Stone                              | Richard Kirschman           | Série dramática                                                                      |
| 2001–2003 | Teachers                                         | Simon Casey                 | Papel regular, 20 episódios                                                          |
| 2003      | Trevor's World of Sport                          | Mark Boden                  | Episódio 1.1                                                                         |
| 2003      | State of Mind                                    | Julian Latimer              | Minissérie para televisão                                                            |
| 2003      | The Canterbury Tales                             | Alan King                   | 1 episódio, The Man of Law's Tale                                                    |
| 2004      | Holby City                                       | Boyfriend of Hep. C patient | 1 episódio "Letting Go"                                                              |
| 2004      | Whose Baby?                                      | Barry Flint                 | Série dramática                                                                      |
| 2004      | Lie with Me                                      | DI Will Tomlinson           | Minissérie para televisão                                                            |
| 2005–2006 | Afterlife                                        | Robert Bridge               | Papel regular, 14 episódios                                                          |
| 2007      | This Life + 10                                   | Edgar "Egg" Cook            | One-off                                                                              |
| 2009      | The Things I Haven't Told You                    | DC Rae                      | Piloto                                                                               |
| 2009      | O Morro dos Ventos Uivantes                      | Edgar Linton                | Série de televisão                                                                   |
| 2009      | Moon Shot                                        | Michael Collins             | Telefilme                                                                            |
| 2010      | Strike Back                                      | Hugh Collinson              | Minissérie para televisão                                                            |
| 2010–2018 | The Walking Dead                                 | Rick Grimes                 | Protagonista                                                                         |
| 2018      | Fear the Walking Dead                            | Rick Grimes                 | 4ª temporada - Episódio: "What's Your Story?"                                        |
| 2022      | O Gabinete de Curiosidades de Guillermo del Toro | Edgar                       | Episódio “O Murmúrio”                                                                |
| 2024      | The Walking Dead: The Ones Who Live              | Rick Grimes                 | Spin-off de The Walking Dead. Protagonista, co-criador e produtor executivo da série |

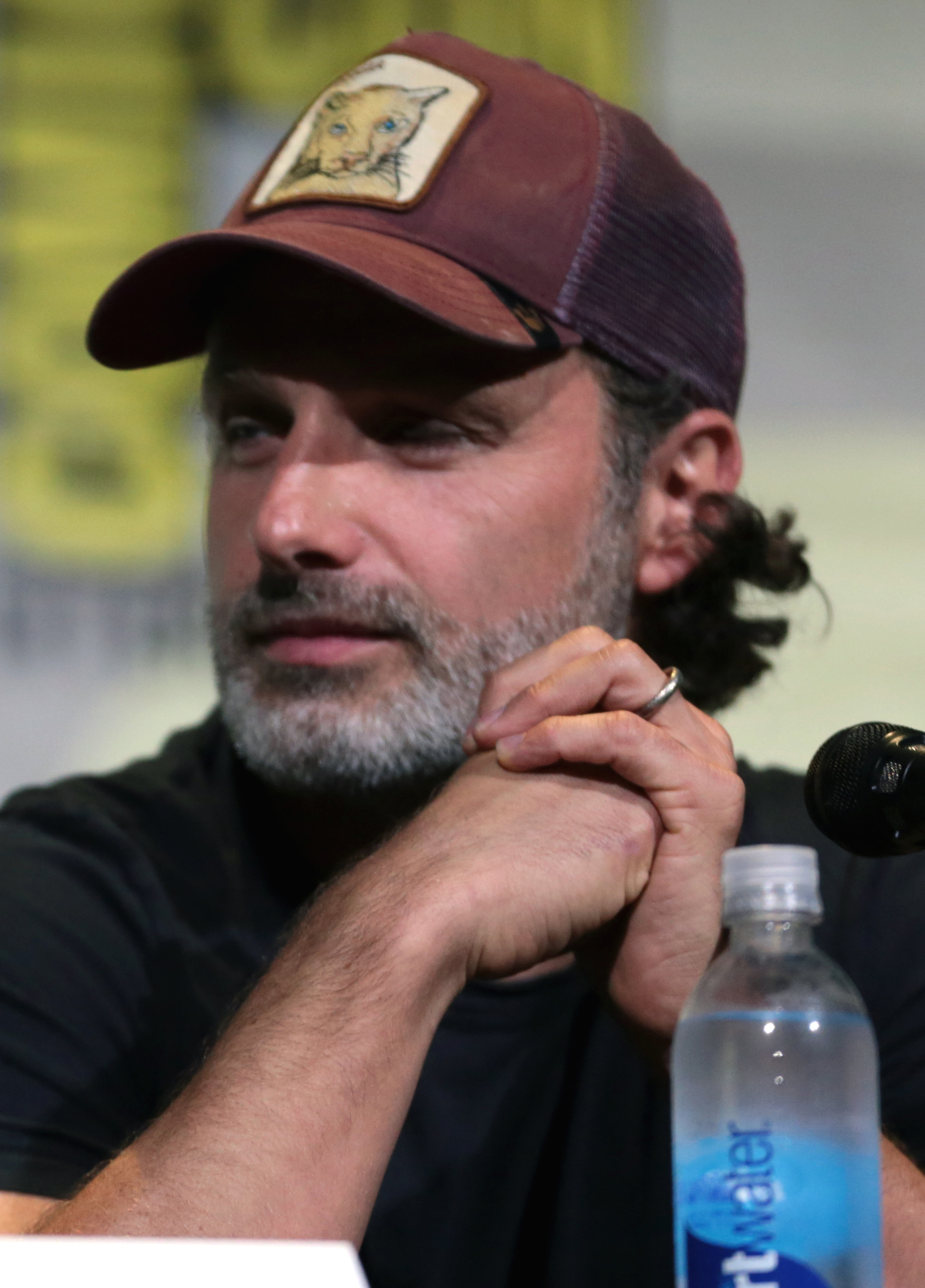
Andrew Lincoln na San Diego Comic Con 2016

| Cinema | Cinema                    | Cinema                | Cinema                                |
| Ano    | Filme                     | Papel                 | Notas                                 |
| ------ | ------------------------- | --------------------- | ------------------------------------- |
| 1995   | Boston Kickout            | Ted                   |                                       |
| 1998   | Understanding Jane        | Party Stonehead 1     |                                       |
| 1999   | A Man's Best Friend       | Man                   | Curta-metragem                        |
| 1999   | Human Traffic             | Felix                 |                                       |
| 2000   | Gangster No. 1            | Maxie King            |                                       |
| 2000   | Offending Angels          | Sam                   |                                       |
| 2003   | Love Actually             | Mark                  |                                       |
| 2004   | Enduring Love             | Produtor de televisão |                                       |
| 2006   | These Foolish Things      | Christopher Lovell    |                                       |
| 2006   | Comme t'y es belle!       | Paul                  | Título em inglês; 'Hey Good Looking!' |
| 2006   | Scenes of a Sexual Nature |                       |                                       |
| 2010   | L'Arnacœur                | Jonathan              |                                       |
| 2010   | Made in Dagenham          | Mr. Clarke            |                                       |
| 2020   | Penguin Bloom             | Cameron Bloom         |                                       |